# Virkajärvi
Virkajärvi är en sjö i Övertorneå kommun i Norrbotten och ingår i Torneälvens huvudavrinningsområde. Sjön har en area på 0,0774 kvadratkilometer och ligger 186,3 meter över havet.

## Delavrinningsområde
Virkajärvi ingår i det delavrinningsområde (738351-184458) som SMHI kallar för Mynnar i Armasjärvi. Medelhöjden är 156 meter över havet och ytan är 62,61 kvadratkilometer. Det finns inga avrinningsområden uppströms utan avrinningsområdet är högsta punkten. Orjasjoki som avvattnar avrinningsområdet har biflödesordning 3, vilket innebär att vattnet flödar genom totalt 3 vattendrag innan det når havet efter 78 kilometer. Avrinningsområdet består mestadels av skog (84 procent). Avrinningsområdet har 0,13 kvadratkilometer vattenytor vilket ger det en sjöprocent på 0,2 procent.